# Авария в энергосистеме Азербайджана (2018)

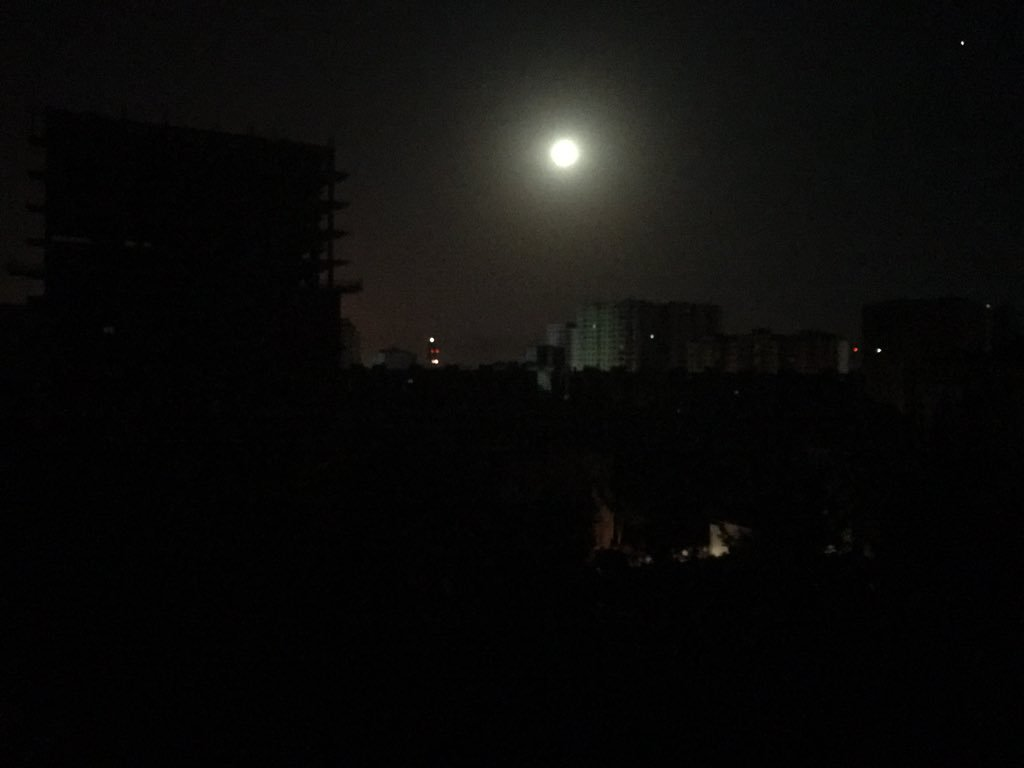
Баку без электричества

Авария в энергосистеме в Азербайджане (2018) — авария в энергосистеме в Азербайджане, произошедшая в ночь на 3 июля 2018 года.
По первичным оценкам Минэнерго Азербайджанской республики, основной причиной аварии являлся выход из строя трансформатора на одной из подстанций Азербайджанской ТЭС, в результате которого произошло размыкание, что, в свою очередь, нарушило нормальную деятельность всей электростанции. По данным Минэнерго эти проблемы были вызваны аномальной жарой и ростом потребления электроэнергии.
B результате аварии было прекращено энергоснабжение 39 городов и районов Азербайджана, включая Баку и Гянджа. Был нарушен режим работы предприятий Государственной нефтяной компании Азербайджана (SOCAR): нарушен режим работы сухопутных промыслов, в аварийном режиме остановили работу компрессорные станции Управления экспорта газа, а также Бакинский НПЗ, предприятия производственного объединения «Азерхимия» и Азербайджанский газоперерабатывающий завод. АО «Азерэнержи» обратилось соседним странам об импорте электроэнергии. Кроме того, Азербайджан временно приостановил экспорт электроэнергии в Иран.
3 июля 2018 Президент Азербайджана Ильхам Алиев подписал распоряжение о создании Государственной комиссии в связи с аварией. В заключении Государственной комиссии, в качестве одной из основных причин аварии названо то, что АО «Азерэнержи» не было подготовлено на должном уровне к аварии и не смогло адекватно отреагировать на неё по причине ряда технических и иных недостатков в деятельности, а также допустило ряд других ошибок, приведших в итоге к аварии в энергетической системе страны. По результатам работы Ильхам Алиев освободил президента АО «Азерэнержи» от занимаемой должности за недостатки, допущенные в работе.